# 拉斯冰原島峰
71°52′S 4°13′E / 71.867°S 4.217°E
拉斯冰原島峰（英語：Lars Nunatak），是南極洲的冰原島峰，位於毛德皇后地的瑪塔公主海岸，處於斯基加登嶺以西9公里，屬於穆利格-霍夫曼山脈的一部分，現時由南極條約體系管理。